# 格朗日-欧蒙泽
格朗日-欧蒙泽（法語：Granges-Aumontzey，法語發音：[ɡʁɑ̃ʒ omɔ̃dzɛ] ⓘ）是法国孚日省的一个市镇，属于孚日圣迪耶区。该市镇于2016年1月1日由原市镇沃洛涅河畔格朗日和欧蒙泽合并而成，行政中心位于沃洛涅河畔格朗日。

## 地理
格朗日-欧蒙泽（48°10'4"N, 6°46'33"E）面积33.01 平方千米，位于法国大東部大區孚日省，该省份为法国东北部内陆省份，北起默兹省和默尔特-摩泽尔省，西接上马恩省，南至上索恩省和贝尔福地区省，东临上莱茵省和下莱茵省。
与格朗日-欧蒙泽接壤的市镇（或旧市镇、城区）包括：瑞萨吕、列泽、巴尔贝-瑟鲁、尚德赖、拉沙佩勒-德旺布吕耶尔、热拉尔梅、拉沃利讷-德旺布吕耶尔。
格朗日-欧蒙泽的时区为UTC+01:00、UTC+02:00（夏令时）。

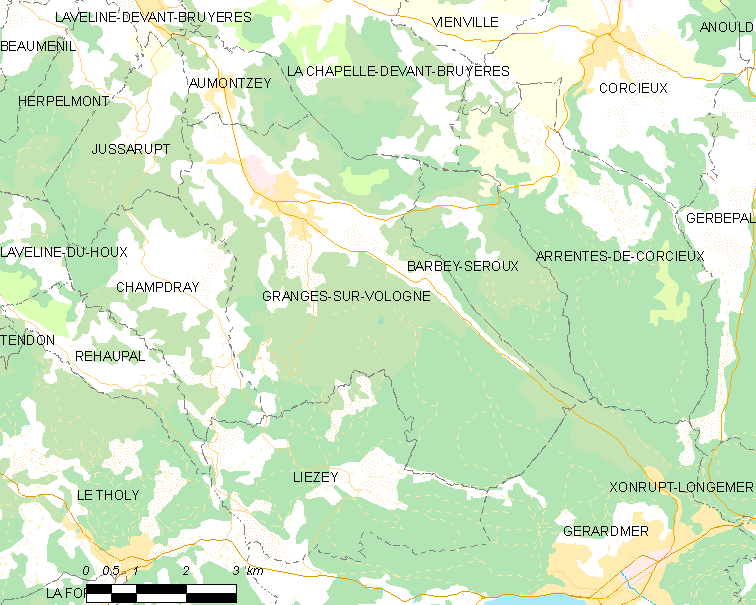
格朗日-欧蒙泽的OSM定位图

## 行政
格朗日-欧蒙泽的邮政编码为88640，INSEE市镇编码为88218。

## 政治
格朗日-欧蒙泽所属的省级选区为热拉尔梅县。

## 人口
格朗日-欧蒙泽于2022年1月1日时的人口数量为2560人。